# Torre de Fornells
La Torre de Fornells és una de les moltes torres de defensa que rodegen la costa de Menorca. La de Fornells va ser construïda entre 1801 i 1802, en època de dominació anglesa, amb l'objectiu de vigilar l'entrada del port de Fornells, impedir el desembarcament de vaixells enemics i protegir el Castell de Sant Antoni.
La construcció té una forma troncocònica, construïda de paret seca i amb l'exterior reforçat per blocs de marès. La porta d'entrada original es troba a la primera planta i el seu accés seria a través d'una escala de fusta que pogués ser retirada en cas d'atac. La paret exterior presenta un talús de reforç fins a mitjana alçada de la torre.
Consta de quatre nivells:
- Una cisterna excavada al subsòl impermeabilitzada amb morter.
- Una planta baixa on s'emmagatzemaven les armes, les municions i els aliments.
- La primera planta on s'allotjava la guarnició.
- La planta superior, que era la plataforma de l'artilleria, on hi havia un petit forn per a escalfar les bales de canó fins a posar-les roents amb l'objectiu que incendiessin els vaixells enemic.

## La defensa de la costa menorquina
A partir del segle xvi-XVII i fins a principis del segle xix es construeixen al llarg de la costa menorquina unes edificacions, la missió de les quals era vigilar i defensar l'illa de les incursions pirates o militars enemigues.
Les talaies són torres cilíndriques de pedra seca, amb una mica de talús en el seu terç inferior. Eren construïdes en llocs de bona visibilitat. En la part superior, al terrat, s'hi feien senyals de foc en albirar algun perill. Des de la terrassa de cada una d'elles se'n podien veure, almenys, dues més amb les quals comunicar-se, establint, d'aquesta manera, un eficaç sistema de senyals.
Les torres de defensa també estaven construïdes de maçoneria però amb reforços de marès. Són troncocòniques, de murs més gruixuts i, en el seu interior, s'hi podia guarnir una petita guarnició.

## L'entorn físic de la torre de Fornells
Està situada al nord del poble de Fornells, a les terres que separen l'entrada del port de la platja de Cala Tirant. Aquest cap, puja lentament, en pendent, fins a arribar als quaranta metres de d'altura sobre del nivell del mar.
El cap de Fornells pertany al major sector litoral verge de l'illa. Ocupa la part més oriental de l'àrea natural d'especial interès Me-3, que va de la zona denominada Ets Alocs fins al port de Fornells. Geològicament està constituïda per materials de l'era juràssica.
S'hi pot arribar a peu des del poble i, en una cota una mica inferior, entre la torre i el port, hi ha una cova natural convertida en una ermita dedicada a la Mare de Déu de Lorda. També es poden veure en els seus voltants restes molt arruïnades d'altres construccions defensives de cronologia indeterminada.
A la sortida del poble de Fornells, i abans d'arribar a la torre, podem veure les runes del Castell de Sant Antoni, a partir del qual va néixer el nucli de població. El Castell de Sant Antoni va ser construït en el segle xvii i fou desmantellat pels espanyols després de l'última dominació anglesa, igual que el Castell de Sant Felip.

## Restauració i museïtzació
Fins a principis de la dècada dels 90 la torre era de propietat particular i la construcció es trobava en un estat bastant ruïnós. L'any 1994 l'Ajuntament d'es Mercadal la va comprar, per dos anys més tard cedir-la al Consell Insular de Menorca per un període de trenta anys amb la condició d'assumir les obre de rehabilitació i gestionar el museu projectat.
Així doncs, l'any 1996 l'arquitecte Javier Soto Jimenez fa un projecte inicial, BBCR redacta el projecte de museïtzació i l'enginyer Bartolome Martí Vidal fa el projecte d'electrificació de la construcció. Un any més tard, l'enginyer tècnic Miquel Menorca Ametller redacta el projecte d'activitats classificades però no és fins a l'any 1999 quan s'inicien les obre.
La direcció de l'obra va ser a càrrec de l'arquitecte Santiago de Udaeta Font i l'arquitecte tècnic Francesc Garcia Arbós, ambdós del Consell Insular. Les obres van finalitzar l'any 2000, des de llavors la torre és un museu que es pot visitar.